# داستان فلسفی
ادبیات داستانی فلسفی (انگلیسی: Philosophical fiction) آثار داستانی هستند که بخش زیادی از آن‌ها صرف بحث در خصوص سؤالاتی می‌شود که معمولاً در یک فلسفه ی استدلالی طرح می‌شوند.
فهرستی از مشهورترین داستان‌های فلسفی:
| نویسنده                     | نام                                                       | زمان             | ملاحظات                                                      |
| --------------------------- | --------------------------------------------------------- | ---------------- | ------------------------------------------------------------ |
| آگوستین                     | دی ماجیسترو                                               | قرن چهارم        | از نمونه‌های اولیه                                            |
| پیر آبلار                   | Dialogue of a Philosopher with a Jew and a Christian      | قرن دوازدهم      | از نمونه‌های اولیه                                            |
| ابن طفیل                    | حی بن یقظان                                               | 12th century     | از نمونه‌های اولیه                                            |
| یهودا هلوی                  | The Kuzari                                                | قرن دوازدهم      | از نمونه‌های اولیه؛ عربی                                      |
| ولتر                        | ساده‌دل                                                    | ۱۷۵۹             | از نمونه‌های اولیه                                            |
| James Hogg                  | The Private Memoirs and Confessions of a Justified Sinner | ۱۸۲۴             |                                                              |
| توماس کارلایل               | Sartor Resartus                                           | ۱۸۳۳–۳۴          | Canonical                                                    |
| یوهان ولفگانگ فون گوته      | Wilhelm Meister's Apprenticeship                          | ۱۷۹۵–۹۶          | Canonical                                                    |
| لئو تولستوی                 | جنگ و صلح                                                 | ۱۸۶۹             | Canonical                                                    |
| روبرت موزیل                 | The Man Without Qualities                                 | 1930-43          | Canonical                                                    |
| میلان کوندرا                | سبکی تحمل‌ناپذیر هستی (رمان)                               | ۱۹۸۴             |                                                              |
| آلدوس هاکسلی                | After Many a Summer                                       | ۱۹۳۹             |                                                              |
| آلدوس هاکسلی                | جزیره (کتاب)                                              | ۱۹۶۲             |                                                              |
| سی. اس. لوئیس               | سه‌گانه فضایی                                              | ۱۹۳۸، ۱۹۴۳، ۱۹۴۵ |                                                              |
| سورن کییرکگور               | Diary of a Seducer                                        | 1843             | A novel in the highly literary philosophical work Either/Or. |
| فریدریش نیچه                | چنین گفت زرتشت                                            | ۱۸۸۵             | شاید شناخته شده‌ترین نمونهٔ یک رمان مدرن فلسفی.                |
| لئو تولستوی                 | رستاخیز (کتاب)                                            | ۱۸۹۹             |                                                              |
| ساموئل بکت                  | چشم‌به‌راه گودو                                             | ۱۹۵۲             | از شناخته شده‌ترین نمایشنامه‌های فلسفی قرن بیستم.              |
| لویی-فردینان سلین           | سفر به انتهای شب                                          | ۱۹۳۲             |                                                              |
| مارسل پروست                 | در جستجوی زمان ازدست‌رفته                                  | ۱۹۱۳–۱۹۲۷        |                                                              |
| آنتوان دو سنت‌اگزوپری        | شازده کوچولو                                              | ۱۹۴۳             |                                                              |
| آندره مالرو                 | چگونگی زندگی آدمی                                         | ۱۹۳۳             |                                                              |
| فرانتس کافکا                | محاکمه (رمان)                                             | ۱۹۲۵             |                                                              |
| فیلیپ کی. دیک               | آیا آدم‌مصنوعی‌ها خواب گوسفند برقی می‌بینند؟                 | ۱۹۶۸             |                                                              |
| فیلیپ کی. دیک               | A Scanner Darkly                                          | ۱۹۷۷             |                                                              |
| فیلیپ کی. دیک               | VALIS                                                     | ۱۹۸۱             |                                                              |
| ژان-پل سارتر                | تهوع (رمان)                                               | ۱۹۳۸             |                                                              |
| ژان-پل سارتر                | No Exit                                                   | ۱۹۴۴             | An existentialist play outlining Sartrean philosophy.        |
| ژان-پل سارتر                | شیطان و خدا                                               | ۱۹۵۱             | نمایشنامه فلسفی در شرح فلسفه سارتری.                         |
| یوستین گردر                 | دنیای سوفی                                                | ۱۹۹۱             |                                                              |
| یوکیو میشیما                | The Sailor Who Fell From Grace With The Sea               | ۱۹۶۳             |                                                              |
| دیوید فاستر والاس           | شوخی بی‌پایان                                              | ۱۹۹۶             |                                                              |
| بیشتر رمان‌های آلبر کامو     |                                                           |                  |                                                              |
| بیشتر رمان‌های فرانتس کافکا  |                                                           |                  |                                                              |
| بیشتر رمان‌های هرمان هسه     | بیشتر رمان‌های هرمان هسه                                   | ۱۹۰۴–۵۳          |                                                              |
| بیشتر رمان‌های استانیسواو لم | بیشتر رمان‌های استانیسواو لم                               | ۱۹۴۶–۲۰۰۵        |                                                              |
| بیشتر رمان‌های آین رند       | بیشتر رمان‌های آین رند                                     | ۱۹۳۴–۸۲          |                                                              |
| نمایشنامه‌های ساموئل بکت     | نمایشنامه‌های ساموئل بکت                                   | ۱۹۳۸–۱۹۶۱        |                                                              |
| رمان‌های آیریس مرداک         | رمان‌های آیریس مرداک                                       | ۱۹۵۳–۹۷          |                                                              |
| رمان‌های آنتونی برجس         | رمان‌های آنتونی برجس                                       | ۱۹۵۶–۹۳          |                                                              |
| رمان‌های ژان-پل سارتر        |                                                           |                  |                                                              |
| رمان‌های آندره مالرو         |                                                           |                  |                                                              |
| رمان‌های مارسل پروست،        |                                                           |                  |                                                              |
| رمان‌های استاندال            |                                                           |                  |                                                              |
| رمان‌های فیودور داستایفسکی   | رمان‌های فیودور داستایفسکی                                 | ۱۸۴۶–۸۱          |                                                              |
| داستان‌های خورخه لوئیس بورخس |                                                           |                  |                                                              |
| داستان‌های اومبرتو اکو       |                                                           |                  |                                                              |